# Kitzbüheler Horn
Das Kitzbüheler Horn ist einer der bedeutenderen Berge der Kitzbüheler Alpen in Tirol, in deren Westflanke er nahe der Gemeinde Kitzbühel liegt. Mit einer Höhe von 1996 m ü. A. verfehlt er nur knapp die Zweitausendergrenze.
Am gleichnamigen Hauptgipfel befindet sich ein 102 m hoher Fernsehturm der Österreichische Rundfunksender GmbH (ORS), der Sendeturm Kitzbüheler Horn.
Es existiert mit dem Harschbichl (1604 m) noch ein weiter von Norden her zugänglicher untergeordneter Gipfel.

## Tourismus
Der Berg ist mit mehreren Seilbahnen und einer mautpflichtigen Panoramastraße von Kitzbühel aus erschlossen, am Hang befinden sich mehrere Bergwirtschaften. In 1800 m Höhe ist ein Alpenblumengarten angelegt, in dem trotz des Namens Bergpflanzen aus aller Welt zu besichtigen sind.

## Sport

### Sommer
Das sogenannte Alpenhaus (1670 m ü. A. , ⊙ )
war in den letzten Jahren das Ziel der Königsetappe bei der Österreich-Radrundfahrt.
Alljährlich im August findet das Internationale Kitzbüheler-Horn-Radrennen statt. Die Rennstrecke führt über die 7,4 km lange Mautstraße zum Alpenhaus. Die maximale Steigung  am Schlussanstieg beträgt 22,4 %. Der Rekord zum Alpenhaus wurde 2007 von Thomas Rohregger aufgestellt und beträgt 28:24 Minuten.
Am 30. August fand der 37. Kitzbüheler Horn Bergstraßen-Lauf statt, gestartet wurde um 9:30 Uhr am Kitzbüheler Hauptplatz. Die 12,9 km lange Strecke hat ab km 3,5 Steigungen von 12 bis 16 %, die Höhendifferenz beträgt 1234 Meter.
Auf der St. Johann zugewandten Seite gibt es vom Harschbichl ins Tal eine Mountain Cart-Strecke. In Höhe der Mittelstation der St. Johanner Bergbahnen sowie weiter östlich davon und im Bereich Eichenhof gibt es jeweils Bergseen als Speicher für die Kunstschneeanlagen.
Beide Gipfel werden aufgrund der recht gut ausgebauten Wege nicht nur von Wanderern, sondern auch von Mountainbikern intensiv genutzt.

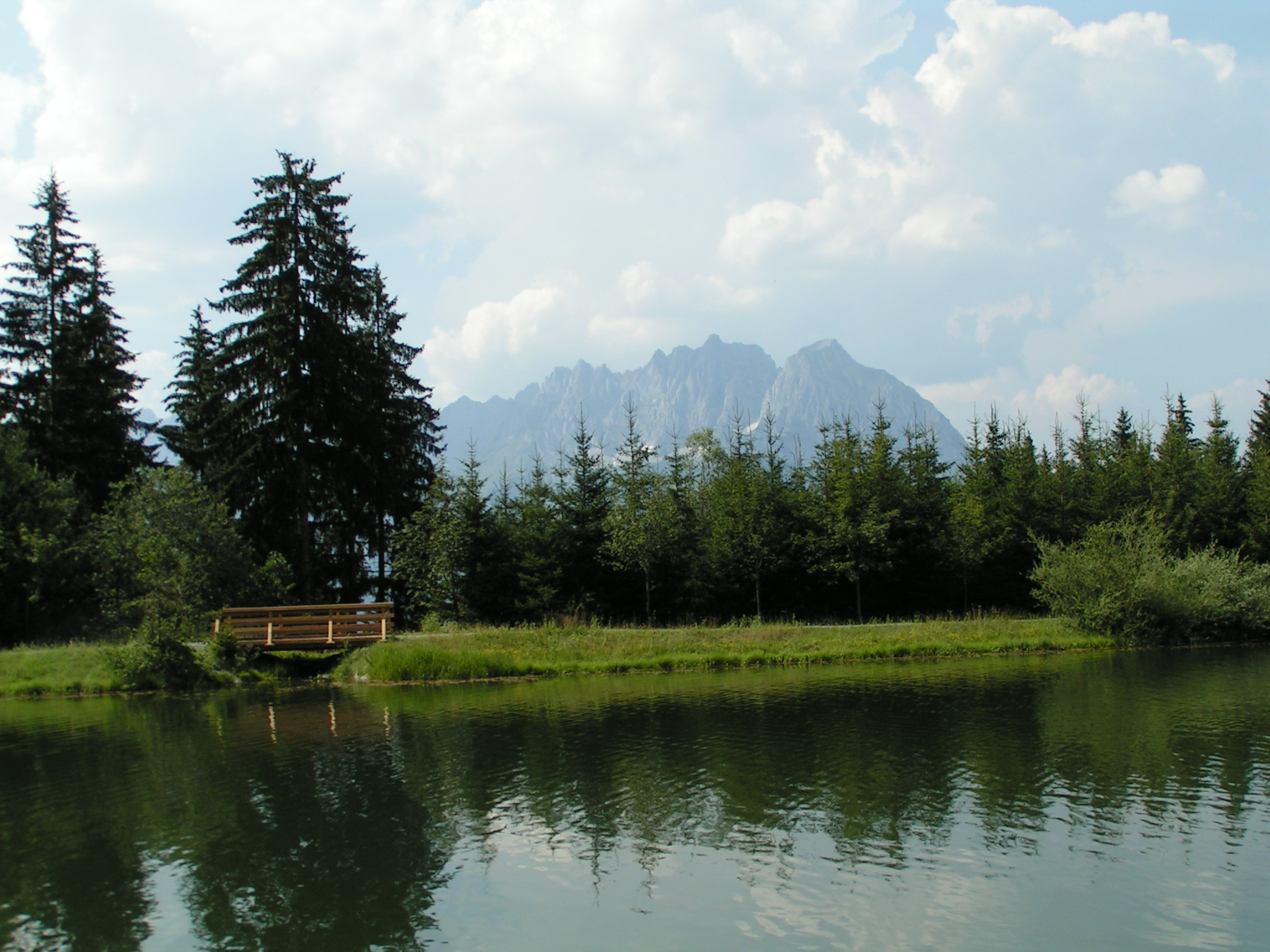
Bergsee bei der Mittelstation mit Blick auf den Wilden Kaiser
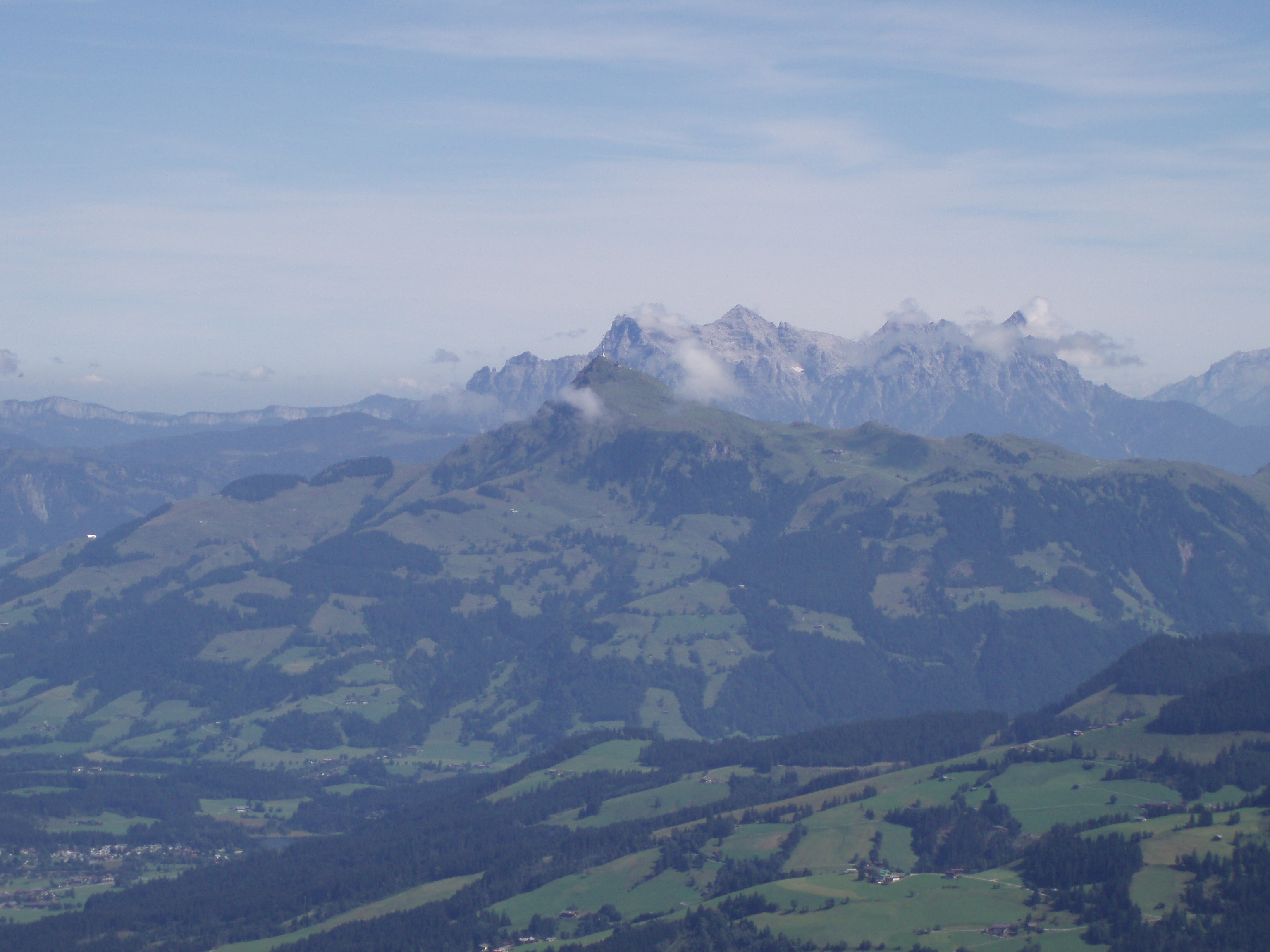
Das Kitzbüheler Horn vom Gampenkogel aus gesehen, im Hintergrund die Loferer Steinberge

### Winter
Erstmals fuhr Franz Reisch im Frühjahr 1893 auf Skiern das Kitzbüheler Horn hinab.
Wintersport wird am Kitzbüheler Horn an den Nordwesthängen von den Bergbahnen St. Johann angeboten. Am Gipfel und im Südosten betreiben die Bergbahnen Kitzbühel Lifte und Pisten. Eine Verbindung beider Skigebiete am Berg besteht nicht.
Die Kitzbüheler Bergbahn unterhält folgendes Wintersportangebot am Kitzbüheler Horn:
- Natur- und Familienparadies
- Naturschneepisten
- Familienfreundliche Abfahrten
- Gelände für Anfänger
- Horn Mini New School Park
- Backcountry für Freerider
- Naturschnee-Langlaufloipe am Berg

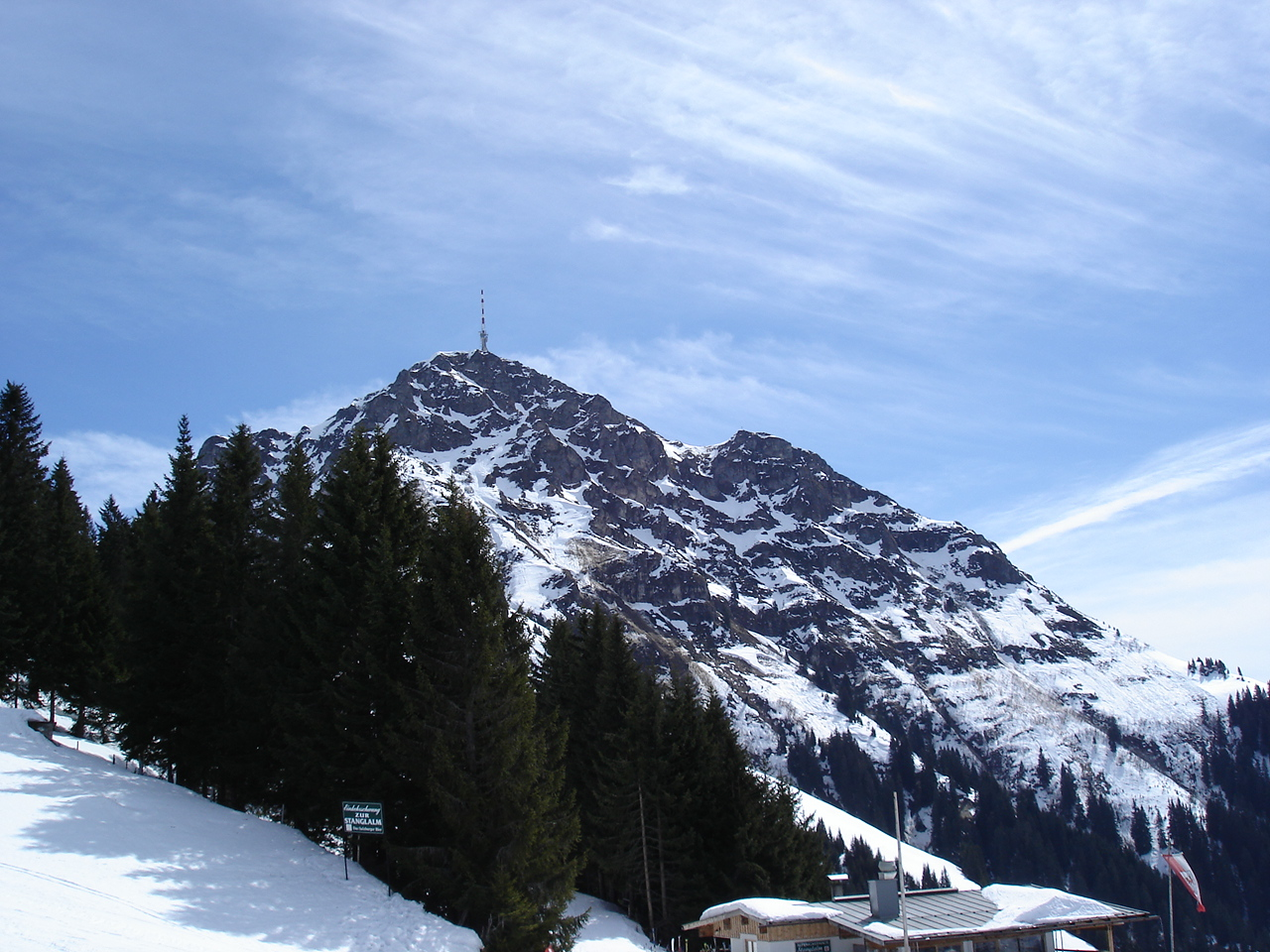
Kitzbüheler Horn von Norden
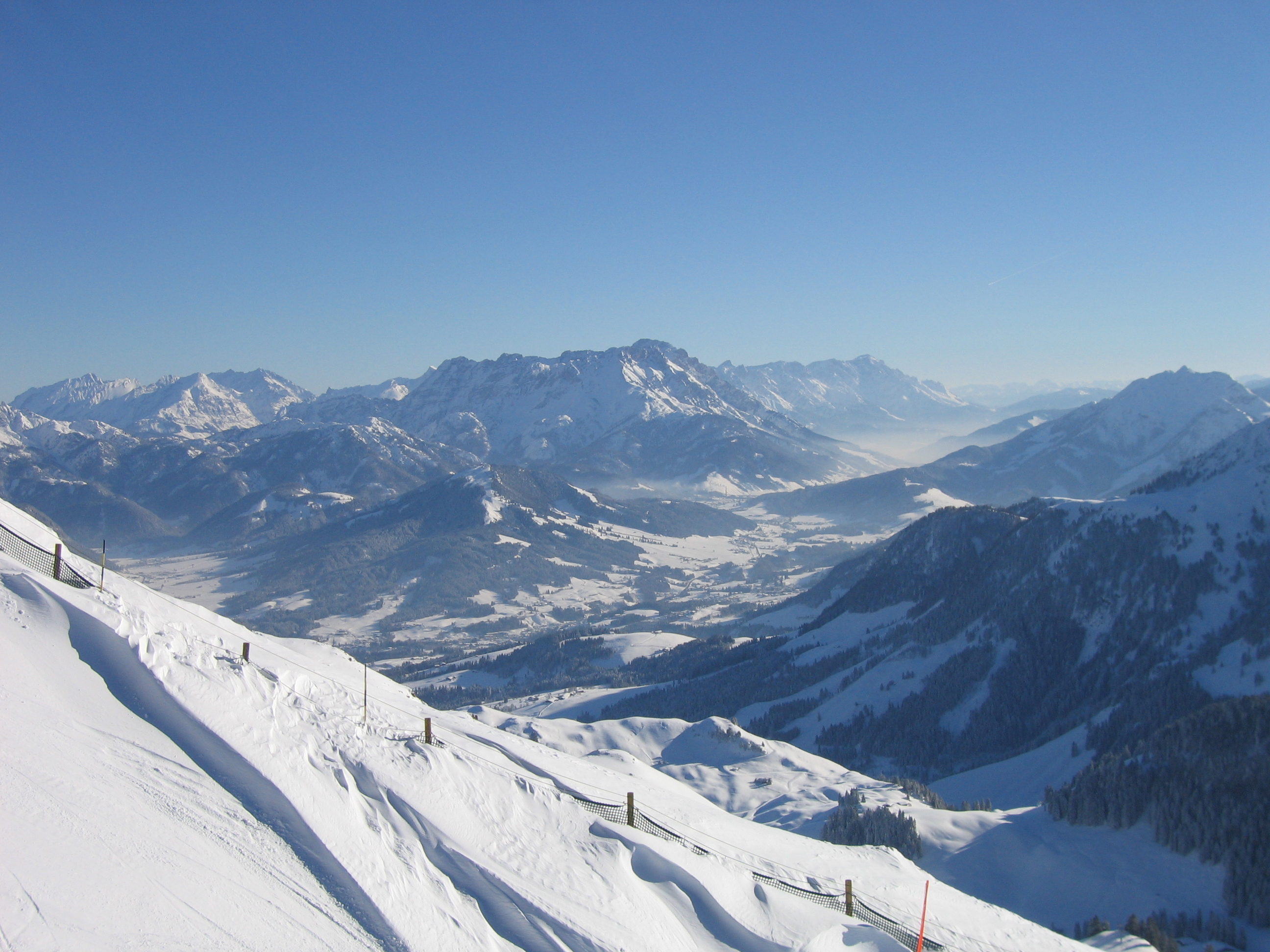
Blick vom Kitzbüheler Horn Richtung Nordost
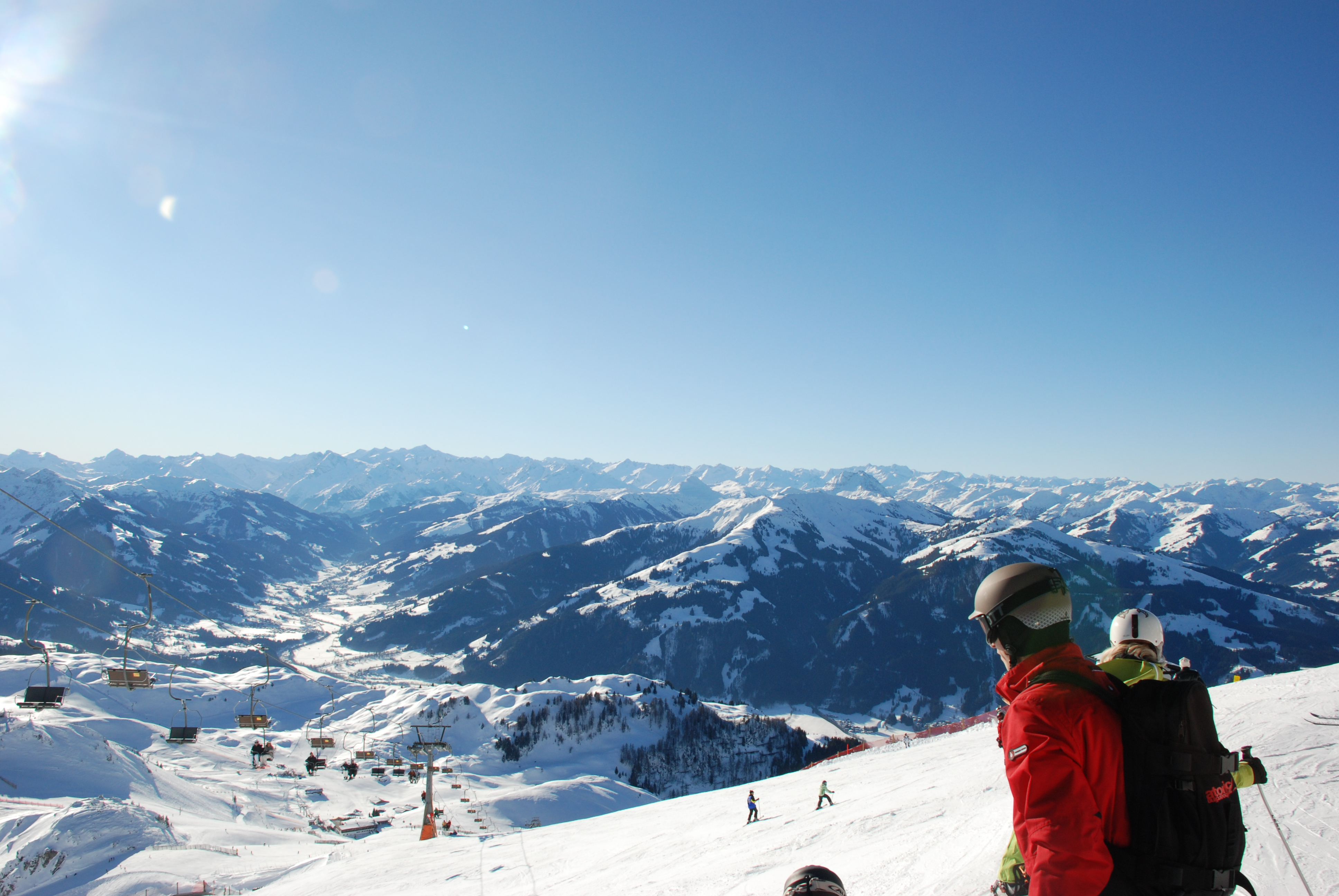
Blick vom Kitzbüheler Horn Richtung Süden
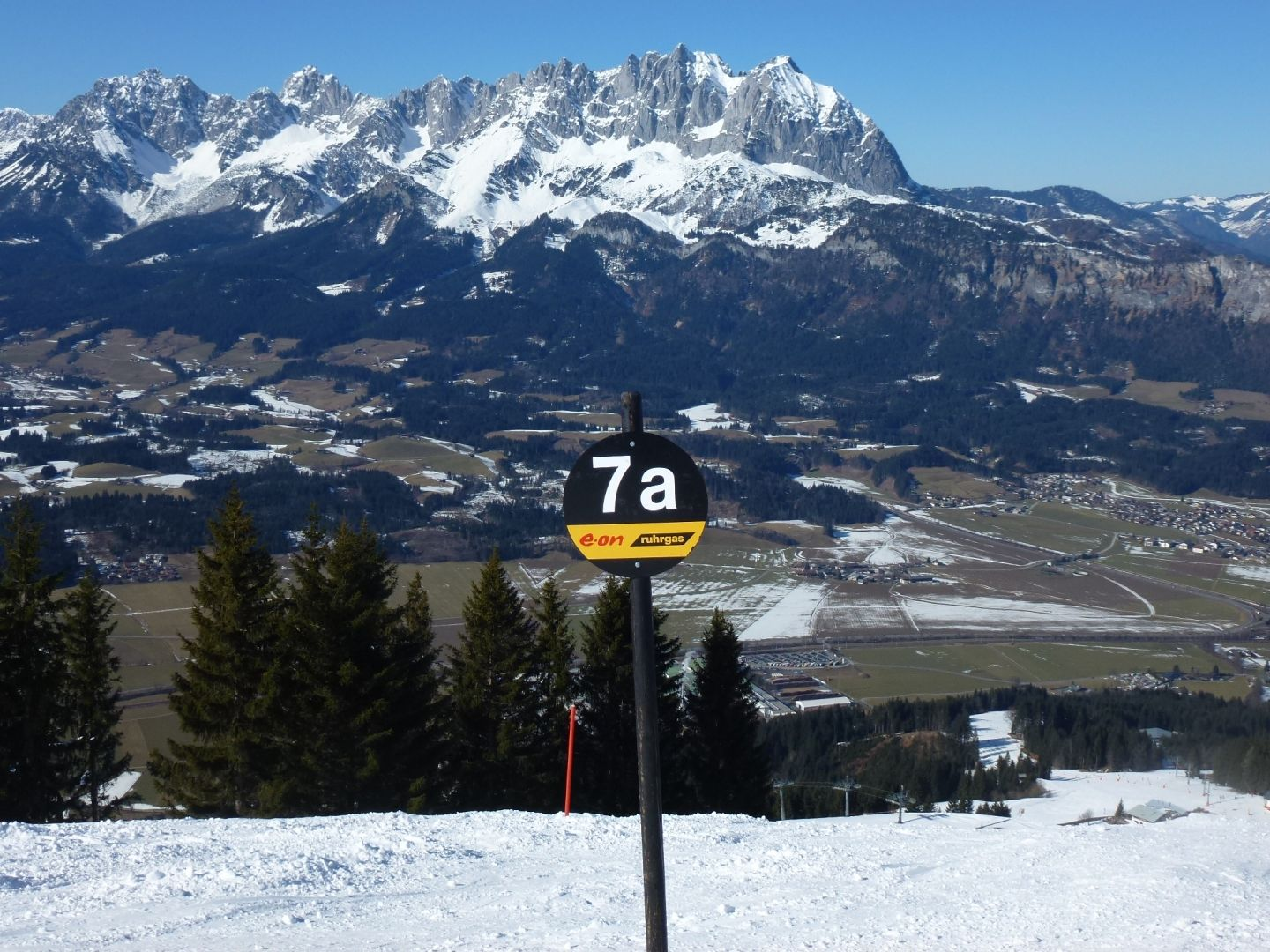
Schwarze Skipiste am Kitzbüheler Horn, Blick zum Wilden Kaiser